# Distant reading
Distant reading, do češtiny možné volně přeložit jako čtení literatury s odstupem či s nadhledem na širší spektrum, je pojem spadající do oblasti literární kritiky a digital humanities. Termín se poprvé objevil v roce 2000 v textu Franca Morettiho Conjectures on World Literature. Tzv. distant reading je souhrnný popis využití výpočetních metod k analýze rozsáhlých souborů literárních textů. Dle Morettiho je přístup distant reading opakem close reading. Pro naučení se o literatuře dané doby nestačí přečíst jen několik publikací, je nutné zpracovat ohromné množství textů, k čemuž pomůže výpočetní technika.
Distant reading je přístup v literární vědě, který pro účely literární historie a teorie používá výpočetní metody na literární data. Termín je souhrnný a používá se pro označení řady různých výpočetních metod analýzy literárních dat, tak mezi podobné přístupy patří také makroanalýza, kulturní analytika, výpočetní formalismus, výpočetní literární věda, kvantitativní literární věda a algoritmická literární kritika.
V Evropě probíhá projekt s názvem Distant Reading for European Literary History (COST Action CA16204) který má za cíl vytvořit společný teoretický a praktický rámec, který umožní inovativní, sofistikované, daty řízené počítačové metody analýzy literárních textů v nejméně 10 evropských jazycích. Konkrétním výstupem projektu má být European Literary Text Collection (ELTeC). Sbírka má vytvořit nástroje a metody analýzy textů, které jsou srovnatelné svou povahou, rozsahem a kvalitou v několika evropských jazycích. Celkem má být zahrnuto na 1000 románů.